# スカドフスク
スカドフスク (ウクライナ語: Скадо́вськ, 発音 [skɐˈdɔu̯sʲk]、 ロシア語: Скадовск) はウクライナのヘルソン州に所在する黒海に面した港湾都市である。スカドフスク地区の中心都市であり、人口は2020年現在17,344人である。
ヘルソン州の中心都市ヘルソンからは南に94km離れており、黒海に面した港がある。最も近い駅は52km東に離れたカランチャク駅である。

## 歴史

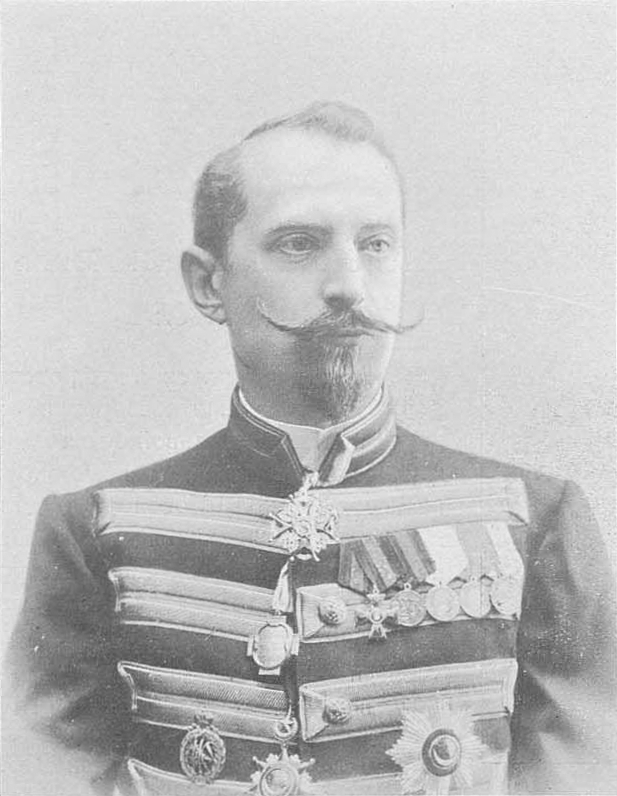
町の創立者のスカドフスキー・セルヒイ・バルタザロビッチ

スカドフスクは水圏生物学者、生化学でロシア帝国タヴリダ県議会議員のスカドフスキー・セルヒイ・バルタザロビッチによって1894年に建設された。もともとは小麦や羊毛、羽毛をフランスやドイツなどのヨーロッパ諸国へ輸出する港であった。
第二次世界大戦中にはナチス・ドイツに占領され、刑務所が設けられた。
2022年ロシアのウクライナ侵攻では、3月9日にロシア軍が町を占領する。その後、3月12日にロシア軍は一時町を離れるが、翌13日に再びロシア軍の占領下に戻った。3月16日にウクライナ側のスカドフスク市長のオレクサンドル・ヤコブレフがロシア軍に拘束された。
9月30日にロシアがヘルソン州を併合。
ウクライナ軍がヘルソンに迫ったことでロシア側のヘルソン州当局がドニエプル川東岸への移転を10月27日に発表。
11月1日にウクライナ軍参謀本部は州当局がスカドフスクに移転したと主張していたが、州当局は11月12日にヘニチェスクを臨時州都に指定したと発表した。

## 姉妹都市
- ナヴァポラツク（ベラルーシ）
- シルテ (リトアニア)（英語版）（リトアニア）
- ゾーロチウ （ウクライナ）